# Bugnara
Bugnara é uma comuna italiana da região dos Abruzos, província de Áquila, com cerca de 1 037 habitantes. Estende-se por uma área de 25 km², tendo uma densidade populacional de 41 hab/km². Faz fronteira com Anversa degli Abruzzi, Cocullo, Introdacqua, Prezza, Scanno, Sulmona.
Pertence à rede das Aldeias mais bonitas de Itália.

## Demografia
| Variação demográfica do município entre 1861 e 2011                               |
|                                                                                   |
| Fonte: Istituto Nazionale di Statistica (ISTAT) - Elaboração gráfica da Wikipedia |